# Can Ribes (Girona)
Can Ribes és una masia de Girona inclosa a l'Inventari del Patrimoni Arquitectònic de Catalunya.

## Descripció
Masia gran de diferents cossos i de diferents èpoques. De planta baixa i un pis en general, predominant la peça més sobresortint de la resta, d'una planta més, situada a la cantonada entre la façana principal, de la que sobresurt, i la façana lateral esquerra. Aquesta peça està coronada per una galeria d'arcs peraltats. A nivell del primer pis sobresurt una finestra de llinda planera amb inscripció "1722" i una orla amb la "R" a dins. Igualment n'hi ha una altra pel costat de la façana principal, a la peça més alta, amb data també de "1722" però amb l'orla amb "RBS". En general les obertures són de pedra i de llinda planera, i d'altres són de modillons. La porta principal és semidovellada i de pedra. A la façana posterior hi ha una porta de llinda planera amb la inscripció: BALDR RBA ME FECIT - 1741, una finestra de modillons i un porxo, al costat esquerre de la façana, enderrocat i amb un gran pilar troncocònic de pedra i amb l'arrebossat caigut (com a la resta del conjunt) Teulats enfonsats i voltes de teules decorades.